# Sitar

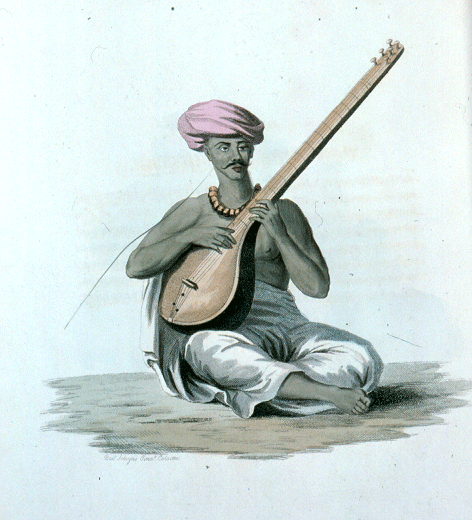

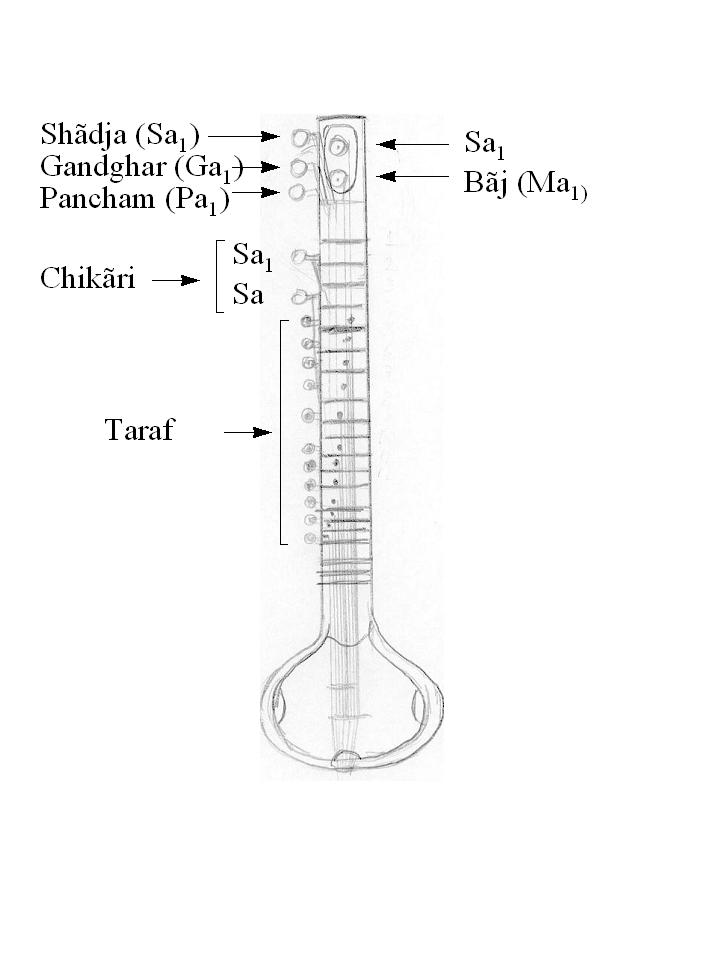
Sitar - anatomi

Sitar är ett traditionellt indiskt musikinstrument.

## Konstruktion
En sitar har vanligen 17-18 strängar med stämskruvar längs hela greppbrädan. Bara 5 strängar utnyttjar hela halsens längd. På greppbrädan har man 16 till 24 band, vanligast 19. Moderna sitarer saknar ofta band för melodisträngens toner Re-komal (Re, Re-b, motsvarar västerländskt Dess) och Dha-komal (Dha, Dha-b eller västerländskt Ass). Anledningen är att man vill hjälpa nybörjaren att hitta rätt. Modern sitar kan ha en eller två resonanslådor - huvudkroppen (som en luta) och eventuellt en mindre, sfärisk vid övre delen av halsen.
Strängarna delas upp i:
- 4 eller 5 fullängdssträngar 
  - Bãj - huvudmelodisträng av metall (Ma = F)
  - Gandhar (Ga = E) av tarm eller plast
  - Pancham (Pa = G) av tarm eller plast
  - Laraj (Sa = C) av tarm eller plast
  - Sa-sträng (Sa = C, grundton) av tarm eller plast
- 2 Chikari, det vill säga bordunsträngar (engelska: drone) av metall
  - Sa (=C), låg
  - Sa (=C), hög
- 11 Taraf-strängar (resonanssträngar av metall).

Greppbrädans band (parda) har form av en båge, är gjorda av metallist och till skillnad från till exempel gitarr är de placerade en bit från halsen (dandi), det vill säga det bildas ett mellanrum mot halsen. Taraf-strängarna leds i mellanrummet mellan halsen och banden på greppbrädan, medan de övriga strängarna leds ovanpå banden och kan förkortas med handen (som en gitarr). Taraf-strängarna kommer i svängning indirekt på grund av vibrationerna från huvudsträngar.

## Kända musiker
Instrumentet har spelats av bland andra George Harrison och Harrisons vän, den kända indiska musikern, Ravi Shankar. Harrison använde sitar på flera Beatleslåtar, som "Love You To" och "Norwegian Wood (This Bird Has Flown)".
Även The Rolling Stones använde sitar, på "Paint It, Black" spelas den av Brian Jones.
Under två livekonserter vid namn S&M (Symphony & Metallica), den 21 och 22 april 1999, så använde Kirk Hammett från Metallica en el-sitar till introt för "Wherever I May Roam".